# Bleik
Bleik ist ein Fischerdorf und Tettsted in Norwegen und liegt im Nordwesten der Insel Andøya in der Region Vesterålen. Den Namen Bleik verdankt der Ort wohl dem charakteristischen hellen Sandstrand, an dessen südwestlichem Ende es liegt. Es wird angenommen, dass der Name auf das altnorwegische Wort bleikr zurückgeht, was bleich oder hell bedeutet. Der Ort liegt am nördlichen Ende der Provinz (Fylke) Nordland und hat 444 Einwohner (Stand: 1. Januar 2024).

## Geschichte
Bleik hat eine lange Geschichte, aufgrund von Holzkohlefunden aus Ausgrabungen wird angenommen, dass hier bereits in der skandinavischen Steinzeit Menschen lebten. Da das Klima auf Andøya wegen des Golfstroms deutlich milder ist als in anderen Orten auf demselben Breitengrad, wird vermutet, dass dieser Küstenabschnitt Andøyas zur letzten Kaltzeit der einzige eisfreie Ort Norwegens war. Erste schriftliche Aufzeichnungen datieren auf das 16. Jahrhundert, in denen der Ort Bleiick genannt wird. Damals war Bleik ein einzelner Hof und im Besitz von Erzbischof Olav Engelbregtssøn. Ab Mitte des 19. Jahrhunderts begann die Bevölkerungszahl zu wachsen und der Hof entwickelte sich hin zu einem Fischerdorf, in dem um die Jahrhundertwende etwa vierzig Familien lebten. 1904 war Bleik der erste Ort in der Region Vesterålen, in dem Wasserkraft zur Elektrizitätsgewinnung genutzt wurde. Hierfür wurde am aufgestauten Bach Bleikselva ein Kraftwerk mit etwa 25 kW Leistung gebaut, damals ausreichend um rund 50 Haushalte mit Strom zu versorgen. Im Jahr 1917 wurde die Straße ins etwa 10 Kilometer entfernte Andenes fertiggestellt. Bei einem schweren Sturm 1925 wurden große Teile Bleiks zerstört, dennoch wuchs die Bevölkerung bis 1930 auf etwa achtzig Familien an. Nach einem Ausbau des Hafens und der Ansiedlung einiger Gewerbe, die neben der Fischerei auch für Arbeit an Land sorgten, lebten zum Ende des Zweiten Weltkriegs weit über einhundert Familien in dem Ort. Da das Siedlungsgebiet Bleiks von Moor umgeben ist, war die Bebauung des Ortes schon früh relativ dicht und auf den Kernort konzentriert.

## Heute
Neben der Fischerei ist heute auch der Tourismus wichtig für Bleik. Nördlich von Bleik liegt ein Golfplatz, daran angrenzend ein Sportplatz und ein Campingplatz. Im Ort befindet sich eine Schule sowie ein kleiner Supermarkt. Am südlichen Ortsende startet der Wanderweg Kyststien (Küstenweg), welcher an der Küste entlang zum 408 Meter hohen Berg Måtind, und weiter bis zur Ortschaft Stave führt. Vor der Küste Bleiks ragt die Insel Bleiksøya aus dem Meer, von einem örtlichen Veranstalter angebotene Vogelsafaris dorthin sind eine beliebte Touristenattraktion. Die Insel sowie einige sie umgebende Felsen und Riffe bilden das Naturschutzgebiet Bleiksøya naturreservat. Mit über zehntausend Paaren brütender Papageitaucher ist es einer der bekanntesten Vogelfelsen des Landes. Diese Tiere kommen nur zur Brutzeit von etwa April bis August an Land, während sie den Rest des Jahres pelagisch auf dem offenen Meer leben. An Land liegt südwestlich von Bleik mit dem Bleikmorenen naturreservat ein weiteres Schutzgebiet.

## Bleik Canyon
Nach Bleik ist auch der Bleik Canyon benannt, eine über 40 Kilometer lange und bis zu 3000 Meter tiefe Unterwasserschlucht, welche sich rund 15 Kilometer vor der Küste Bleiks in die Tiefe senkt. Der Bleik Canyon ist das Ziel der Walsafaris aus Andenes und Stø. Es ist aufgrund der Unterwassertopographie eine der wenigen Stellen weltweit, an denen sich Pottwale in größerer Zahl relativ dicht an der Küste aufhalten. Die Wale jagen hier in der Tiefe der Schlucht nach Beute und kommen zwischendurch zum Atmen an die Oberfläche. Die größte Zahl an Pottwalen ist dabei im Sommer anzutreffen, da nur eine geringe Zahl von etwa 30 Tieren ganzjährig im Bleik Canyon lebt. Der Großteil der hier beobachteten Wale hält sich nur kurzzeitig während der Wanderung von den Nahrungsgründen im Norden zu den Paarungsgebieten weiter südlich in dieser Gegend auf.

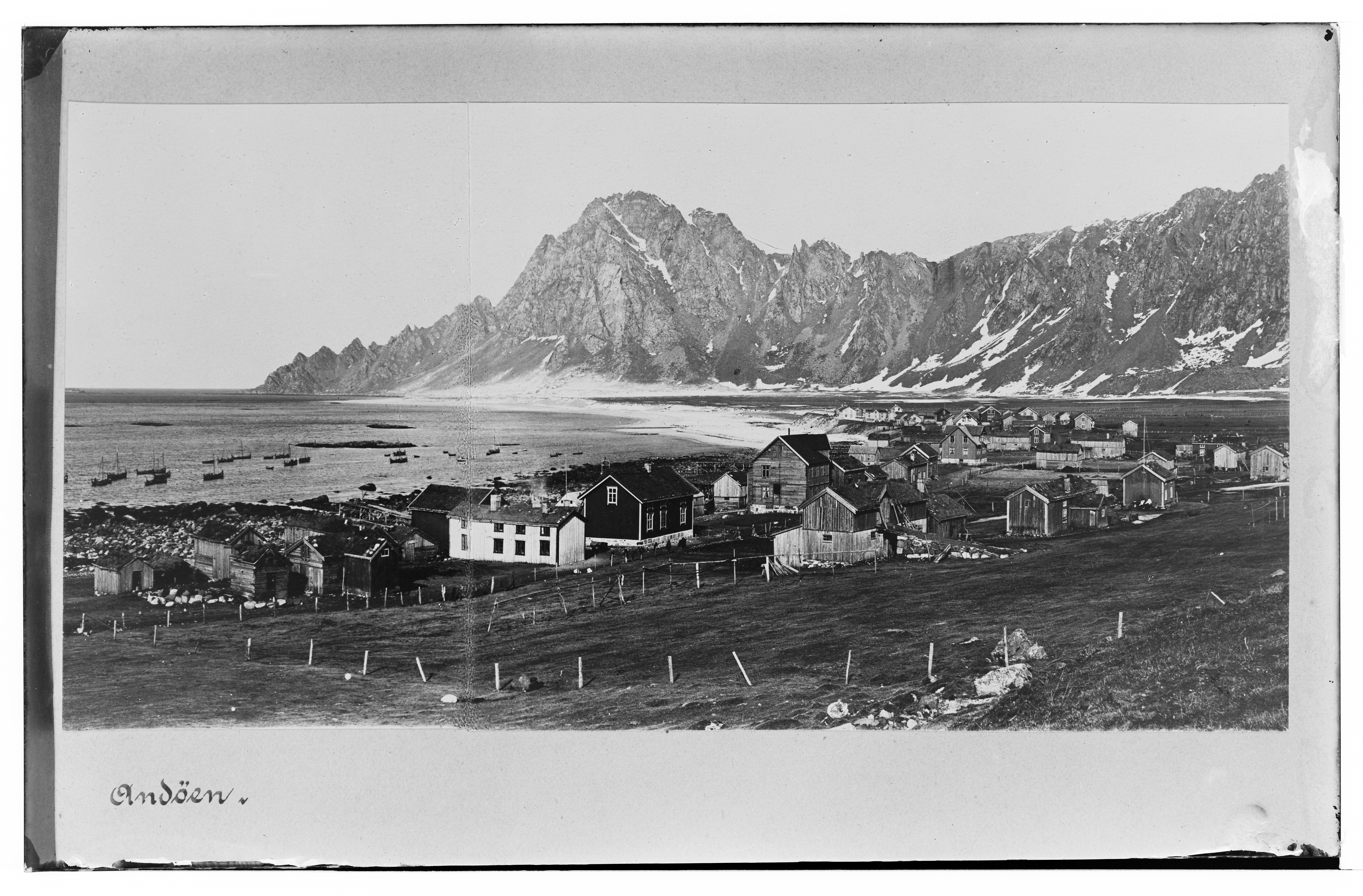
Bleik um 1900–1910
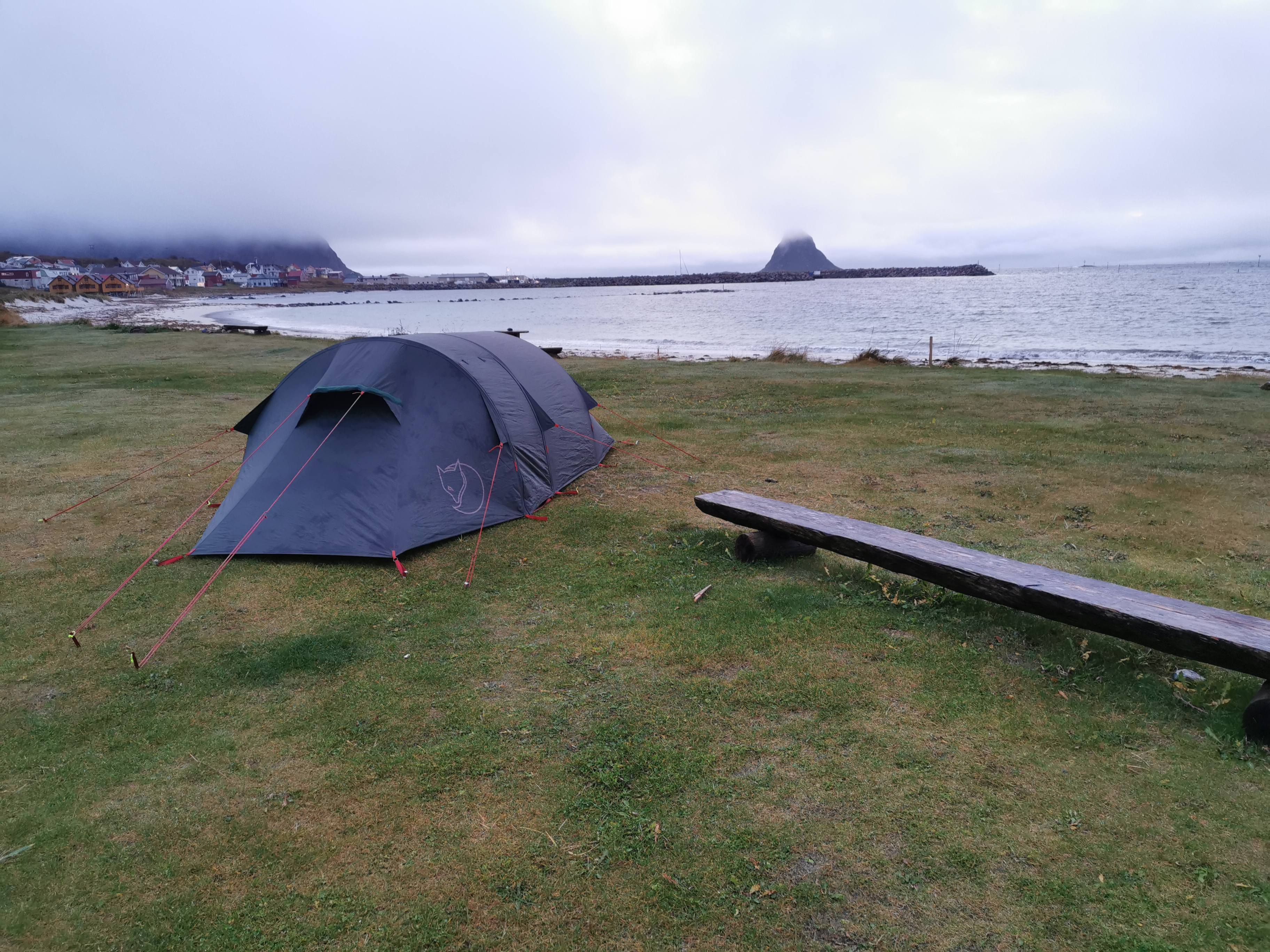
Blick auf Bleik, die Hafenmole und Bleiksøya im Hintergrund
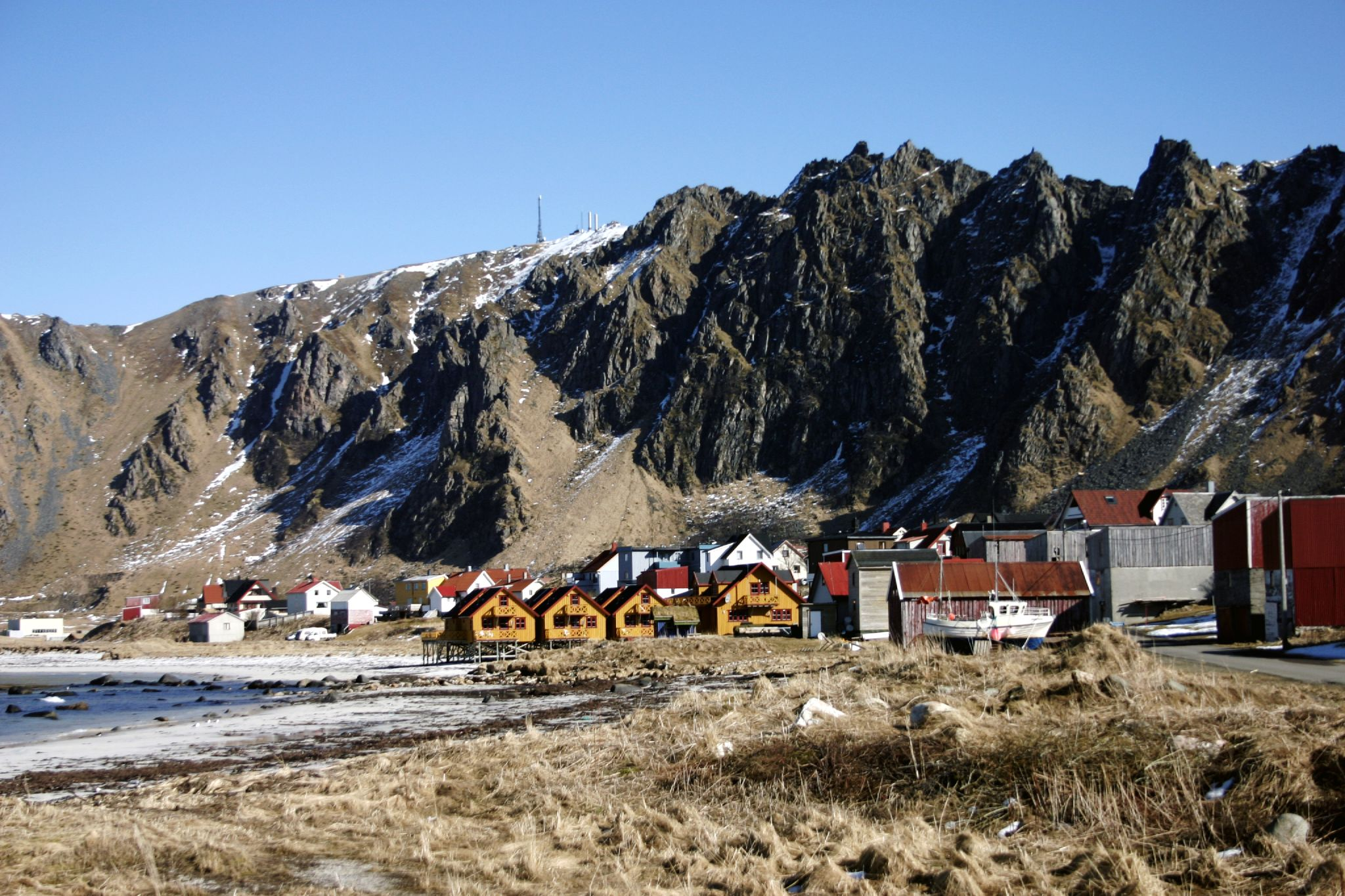
Blick auf Bleik vom Hafen aus gesehen